# Cerebratulus lactea
Cerebratulus lactea är en djurart som tillhör fylumet slemmaskar, och. Cerebratulus lactea ingår i släktet fläsknemertiner, och familjen Cerebratulidae. Inga underarter finns listade i Catalogue of Life.